# Taurolema hirsuticornis
Taurolema hirsuticornis är en skalbaggsart som beskrevs av Louis Alexandre Auguste Chevrolat 1861. Taurolema hirsuticornis ingår i släktet Taurolema och familjen långhorningar. Inga underarter finns listade i Catalogue of Life.